# Lodève
Lodève là một xã trong vùng Occitanie, thuộc tỉnh Hérault, quận Lodève, tổng Lodève. Tọa độ địa lý của xã là 43° 43' vĩ độ bắc, 03° 19' kinh độ đông. Lodève nằm trên độ cao trung bình là 165 mét trên mực nước biển, có điểm thấp nhất là 1172 mét và điểm cao nhất là 700 mét. Xã có diện tích 23,17 km², dân số vào thời điểm 1999 là 6.900 người; mật độ dân số là 297 người/km².

## Thông tin nhân khẩu
| 1962  | 1968  | 1975  | 1982  | 1990  | 1999  |
| ----- | ----- | ----- | ----- | ----- | ----- |
| 6.869 | 7.556 | 7.910 | 8.378 | 7.602 | 6.900 |

## Nhân vật nổi tiếng
- Georges Auric (1899 - 1983), nhà soạn nhạc